# 角髪

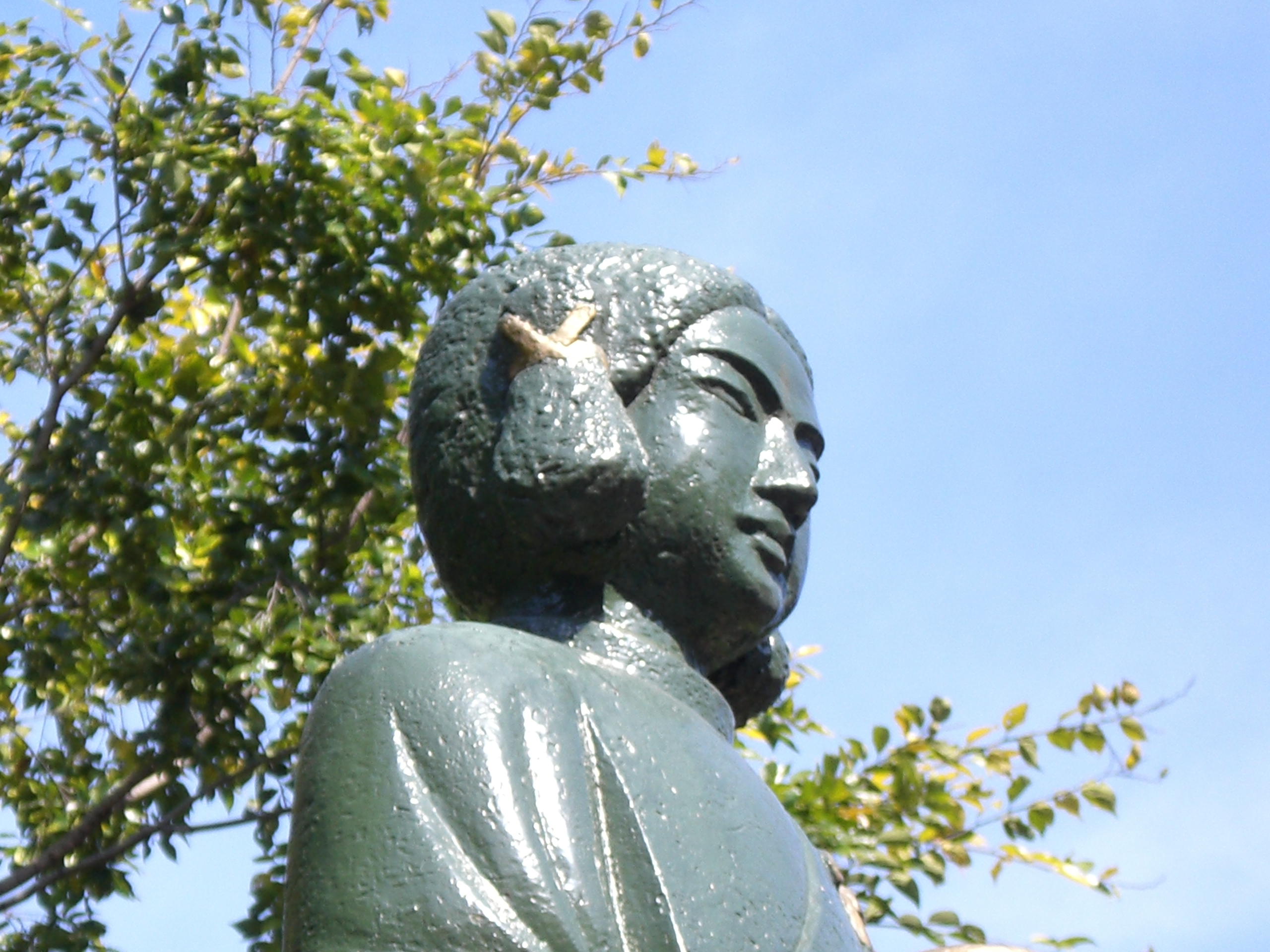
角髪（聖徳太子立像）

角髪（みずら）は、日本の上代におけるの成人男子の髪の結い方。美豆良（みずら）、総角（あげまき）とも。平安時代以後の子供の髪型もこの名で呼ぶことがあるが、本項では上代のものについて述べる。
古墳時代の男性埴輪などに見られる。分類として、「上げ角髪」と「下げ角髪（お下げ）」があり、一般人に認知度が高いのは前者であり、後者は貴人（身分の高い者）の髪型である（結い方の項目に記されているのも上げ角髪の結い方である）。

## 結い方
髪全体を中央で二つに分け、耳の横でそれぞれ括って垂らす。そのまま輪にするか、輪の中心に余った髪を巻きつけて8の字型に作る物とがある。総角はその変形で耳の上辺りで角型の髻を二つ作ったもので、これは少女にも結われた。
髪の輪が二つの形のもののほうが古いらしく埴輪などに見られるものはこの形が多いが、奈良時代に入ると輪が一つの形のものが主流となったことが聖徳太子像などに見える。輪が一つのものにも2種あって、毛先を納めるものとそのまま垂らすものに分かれる。

### 神話における記述
上代では男性でも角髪に櫛を挿していたことが『古事記』のイザナギの黄泉下り、スサノオの大蛇退治の物語に見られるほか、アマテラスとスサノオの誓約の場面では女神のアマテラスが角髪を結う呪術的な異性装を思わせるくだりが登場する。
『日本書紀』では、髻と表記されている。

## 角髪の由来に関して
「みずら」という言葉は、「耳に連なる」の意で、髪の形状を表した言葉とする説が有名であるが、全ての研究者が支持している訳ではなく、「美面」の意であり、ミは美称であるとする考え（筑波大学教授・増田精一説）もある。増田の考察によれば、みずらとは「いい面（つら）」の意ではないかとする。その論拠として増田は、お下げ遊牧民であるモンゴル人が、おさげをクク、あるいはケクといったが、これは「いい面」の意味で、後代、中近世に広まった丁髷が大陸南方文化に多いのに対し、角髪のようなお下げ文化は大陸の北方文化にみられることと関連するものとみている。

## 備考
- 1983年3月に、茨城県武者塚1号墳（7世紀後半）から左側の角髪（長さ約10cm）がほぼ完全な状態で出土した。出土後1年ほどたってカビが生えたため、滅菌処理の後冷凍保存された。